# Ercole III. d’Este

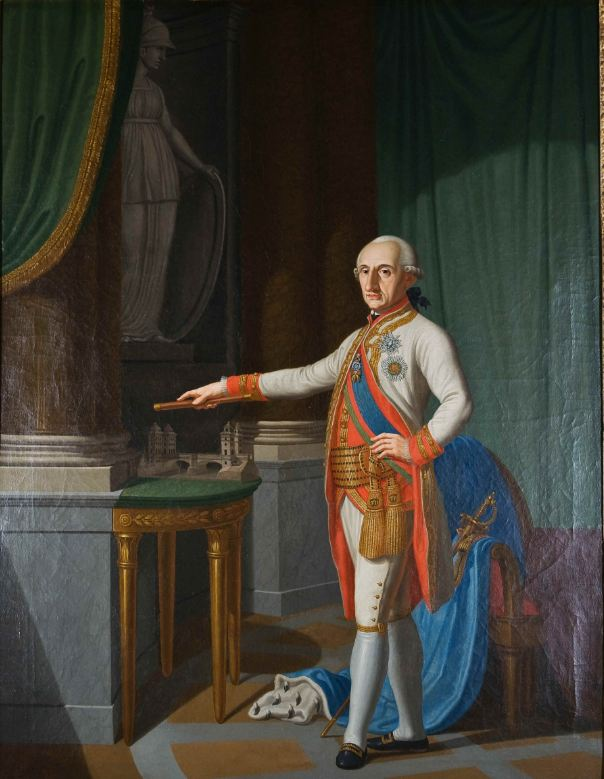
Ercole III. d’Este

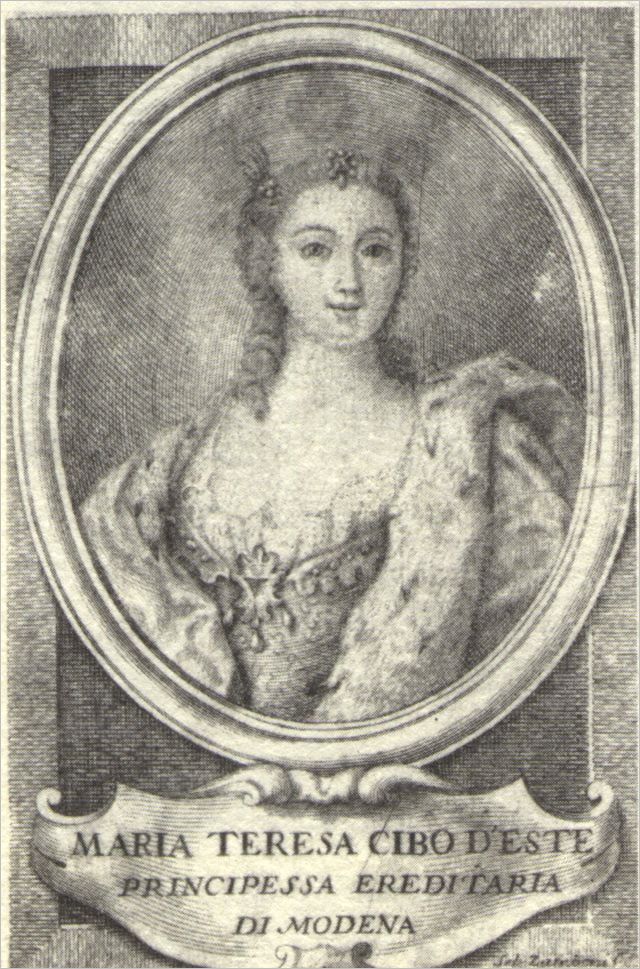
Maria Teresia Cybo Malaspina

Ercole III. Rinaldo d’Este (* 22. November 1727 in Modena; † 14. Oktober 1803 in Treviso) war der dritte und älteste erwachsen gewordene Sohn des Herzogs Francesco III. d’Este von Modena und Reggio aus dem Hause Este.

## Leben
Ercole erbte die Titel und Besitztümer seines Vaters bei dessen Tod am 22. Februar 1780. In der Folge der Französischen Revolution wurde Ercole III. am 6. Oktober 1796 abgesetzt. Die beiden Herzogtümer wurden zur Cispadanischen Republik erklärt, die im Jahr darauf in der Cisalpinischen Republik aufging. Die herzogliche Familie wurde 1801 im Frieden von Lunéville mit dem Herzogtum Modena-Breisgau entschädigt. 1803 starb Ercole III. d’Este als letztes männliches Familienmitglied. Seine Tochter Maria Beatrice brachte die Erbschaft den Habsburgern zu und wurde zur Begründerin der Linie Österreich-Este.
Ercole III. wurde in der Kathedrale von Modena beigesetzt, sein Grabmal wurde von dem Bildhauer Giuseppe Pisani 1808 geschaffen.

## Ehe und Nachkommen
Ercole III. heiratete am 16. April 1741 in Massa Maria Teresia Cybo (* 29. Juni 1725; † 25. Dezember 1790), Tochter des Alderano Cybo, Herzogs von Massa und Carrara, Erbin von Massa und Carrara 1743. Das Paar hatte zwei Kinder:
1. Maria Beatrice d’Este (* 7. April 1750; † 14. November 1829), Herzogin von Massa und Carrara 1790–1797 und ab 1816, ⚭ 15. Oktober 1771 Ferdinand, Erzherzog von Österreich (* 1. Juni 1754; † 24. Dezember 1806)
2. Rinaldo d’Este (* 4. Januar 1753; † 5. Mai 1753)